# Parafia św. Wojciecha w Ujeździe
Parafia Świętego Wojciecha w Ujeździe – parafia rzymskokatolicka znajdująca się w archidiecezji łódzkiej w dekanacie tomaszowskim. Mieści się przy ulicy Kościelnej. Parafię prowadzą księża diecezjalni.